# Foot Locker

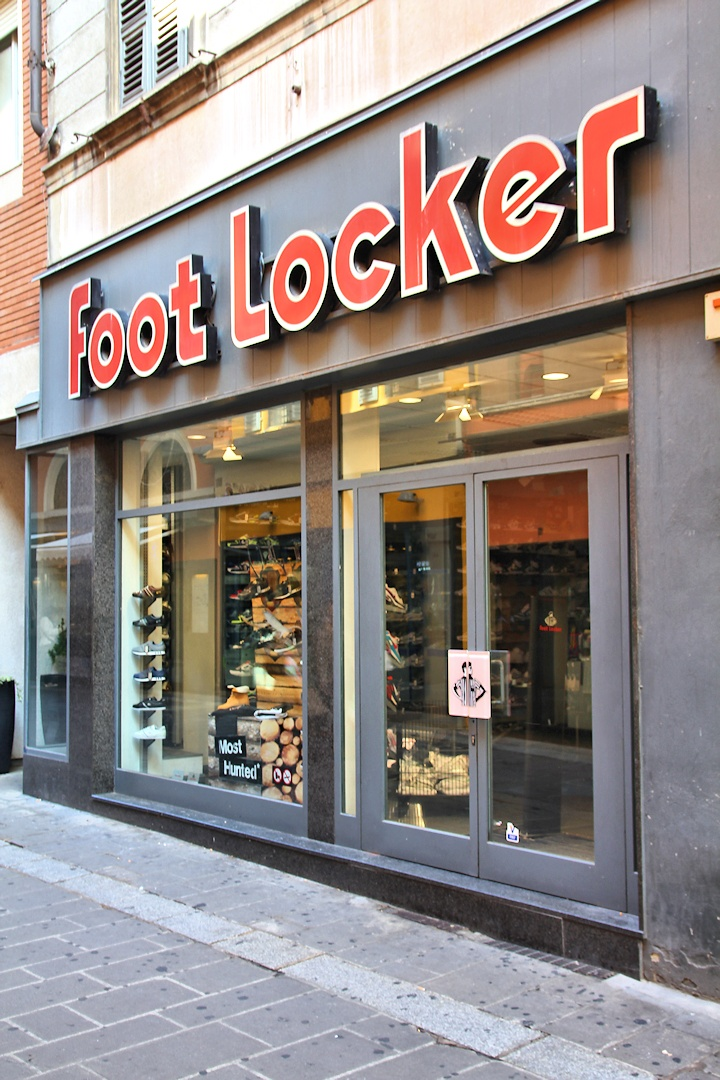
Foot Locker 門市

Foot Locker（：FL）是一家美國體育用品及運動鞋零售商，成立於1974年，在全球多個國家都設有分店。
2018年，Foot Locker重返香港市場，在尖沙咀開設首間分店。
2023年3月，Foot Locker宣佈在2026年前關閉420間分店，並會結束香港及澳門業務。Foot Locker當時在香港設有6間分店，包括尖沙咀裕華國際大廈、旺角家樂坊、九龍灣德福廣場、沙田新城市廣場、元朗YOHO MALL及屯門市廣場。同年6月30日，Foot Locker所有香港分店結業。

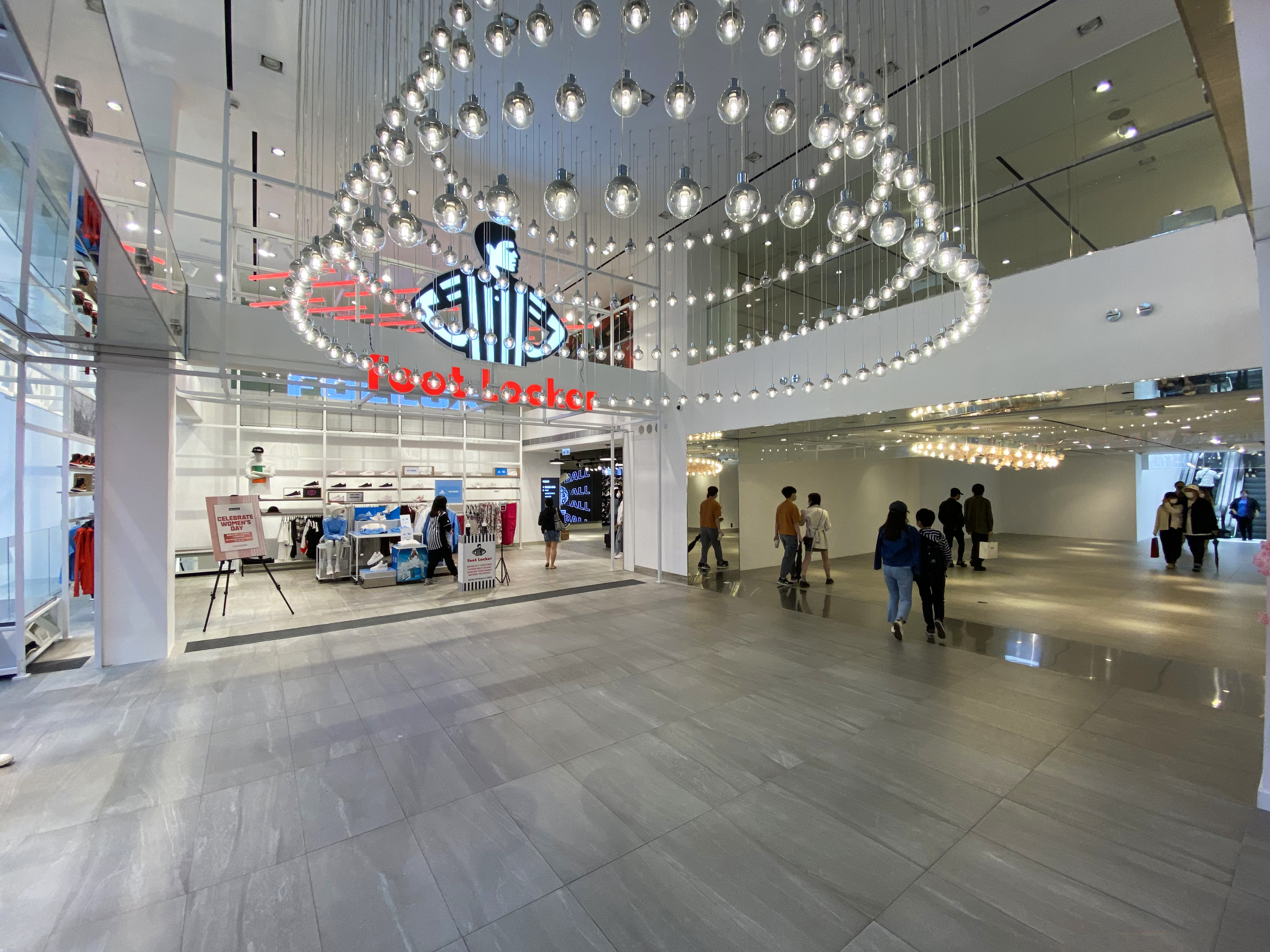
Foot Locker 香港旺角分店（2021年）

## 外部連結
- Foot Locker （页面存档备份，存于）
- Foot Locker香港 （页面存档备份，存于）